# 손민정 (아나운서)
손민정(1993년 ~ )은 대한민국의 아나운서이다.

## 경력
- 2019년 G1강원민방 아나운서
- 쿠키건강TV 여자 MC

## 진행 프로그램
- G1 8 뉴스
- 손민정의 예감 좋은 날